# Клаусура 2024 (Коста-Рика)
Клаусура 2024 (исп. Torneo Clausura 2024) — 122-й розыгрыш чемпионата Коста-Рики по футболу, вторая часть сезона 2023/2024. Свой чемпионский титул смог защитить клуб «Депортиво Саприсса», который для него стал 40-м (национальный рекорд). По итогам сезона коста-риканскую Примеру покинул клуб «Мунисипаль Гресия».
Победителем первого этапа (двухкругового турнира из 22 туров) стала «Депортиво Саприсса», которое наряду с «Эредиано», «Алахуэленсе» и «Сан-Карлосом», занявшими соответственно места со второго по четвёртое, вышло в финальную стадию. В финальной стадии, проходившей в мае, четыре команды играют на вылет. В полуфиналах «Алахуэленсе» одолело «Эредиано» с общим счётом 3:1 (1:0 дома, 0:1 в серии послематчевых пенальти), а «Депортиво Саприсса» одержала верх над «Сан-Карлосом» с общим счётом 5:0 (1:0 в гостях и 4:0 дома).
В первом финальном мачте победу дома одержало «Алахуэленсе», благодаря голу на 17-й добавленной к матчу минуте полузащитника Джошуа Наварро. В ответной встрече «Депортиво Саприсса» сумела взять уверенный реванш со счётом 3:0 и взять чемпионский титул.

## Участники
| Команда            | Город                      | Стадион (вместимость)                       | Главный тренер                                                                                     |
| ------------------ | -------------------------- | ------------------------------------------- | -------------------------------------------------------------------------------------------------- |
| Саприсса           | Сан-Хосе                   | Рикардо Саприсса (21 456)                   | Владимир Кесада                                                                                    |
| Алахуэленсе        | Алахуэла                   | Алехандро Морера Сото (17 700)              | Андрес Каревич (до 7 марта) Мартин Арриола (8—11 марта) Алешандре Гимарайнс (с 12 марта)           |
| Эредиано           | Эредия                     | Карлос Альварадо (6200)                     | Эктор Альтамирано                                                                                  |
| Сан-Карлос         | кантон Сан-Карлос          | Карлос Угальде Альварес (4080)              | Луис Марин                                                                                         |
| Мунисипаль Либерия | Либерия                    | Эдгардо Бальтодано Брисеньо (7000)          | Минор Диас                                                                                         |
| Спортинг           | Сан-Хосе                   | Эрнесто Рормосер (3000)                     | Франсиско Паленсия (до 29 января) Эрнан Медфорд (с 1 февраля)                                      |
| Гуанакастека       | Никоя                      | Чоротега (4000)                             | Орасио Эскивель (до 30 апреля) Йосимар Ариас (с 30 апреля)                                         |
| Перес-Селедон      | Сан-Исидро-де-Эль-Хенераль | Муниципальный стадион Перес-Селедона (3259) | Хейнер Сегура (до 11 марта) Виктор Абеленда (12 — 31 марта) Луис Фернандо Фальяс (с 1 апреля)      |
| Картахинес         | Картаго                    | Хосе Рафаэль «Фельо» Меса (8831)            | Марио Гарсия (до 2 апреля) Грейвин Мора (с 2 апреля)                                               |
| Пунтаренас         | Пунтаренас                 | Мигель Анхель «Лито» Перес (4105)           | Дуглас Секейра (до 8 мая) Карлос Родригес (с 9 мая)                                                |
| Мунисипаль Гресия  | Гресия                     | Рафаэль Боланьос (2400)                     | Хавьер Сан-Рамон (до 20 января) Хорхе Манрике (22 января — 10 марта) Хавьер Сан-Рамон (с 10 марта) |
| Сантос де Гуапилес | Гуапилес                   | Эбаль Родригес (2250)                       | Бреанссе Камачо (до 19 февраля) Густаво Мартинес (19 февраля) Хулио Дели Вальдес (с 1 марта)       |

## Турнирная таблица
| М  | Команда            | И  | В  | Н | П  | Мячи    | ±   | О  | Примечания     |
| -- | ------------------ | -- | -- | - | -- | ------- | --- | -- | -------------- |
| 1  | Депортиво Саприсса | 22 | 14 | 6 | 2  | 41 − 18 | +23 | 48 | Финальная фаза |
| 2  | Эредиано           | 22 | 13 | 5 | 4  | 34 − 17 | +17 | 44 | Финальная фаза |
| 3  | Алахуэленсе        | 22 | 11 | 8 | 3  | 37 − 18 | +19 | 41 | Финальная фаза |
| 4  | Сан-Карлос         | 22 | 10 | 7 | 5  | 40 − 29 | +11 | 37 | Финальная фаза |
| 5  | Мунисипаль Либерия | 22 | 11 | 4 | 7  | 36 − 31 | +5  | 37 |                |
| 6  | Спортинг Сан-Хосе  | 22 | 9  | 5 | 8  | 29 − 29 | 0   | 32 |                |
| 7  | Гуанакастека       | 22 | 8  | 6 | 8  | 30 − 28 | +2  | 30 |                |
| 8  | Перес-Селедон      | 22 | 6  | 5 | 11 | 19 − 30 | −11 | 23 |                |
| 9  | Картахинес         | 22 | 4  | 8 | 10 | 21 − 30 | −9  | 20 |                |
| 10 | Пунтаренас         | 22 | 4  | 7 | 11 | 18 − 31 | −13 | 19 |                |
| 11 | Мунисипаль Гресия  | 22 | 3  | 6 | 13 | 18 − 31 | −13 | 15 |                |
| 12 | Сантос де Гуапилес | 22 | 4  | 3 | 15 | 19 − 50 | −31 | 15 |                |

И — игры, В — выигрыши, Н — ничьи, П — проигрыши, Мячи — забитые и пропущенные голы, ± — разница голов, О — очки

## Финальная фаза

### 1/2 финала

#### Алахуэленсе — Эредиано
| Алахуэленсе | 1:0 (0:0) | Эредиано |
| ----------- | --------- | -------- |
| Мойя 59′    |           |          |

| Эредиано                           | 1:0 (1:0; 0:0) | Алахуэленсе                      |
| ---------------------------------- | -------------- | -------------------------------- |
| Гарса 82′                          |                |                                  |
| Пенальти                           |                |                                  |
| - Рубио - Гарса - Агилар - Фаэррон | 0:2            | - Борхес - Гамбоа - Мора - Лесме |

#### Сан-Карлос — Депортиво Саприсса
| Сан-Карлос | 0:1 (0:0) | Депортиво Саприсса |
| ---------- | --------- | ------------------ |
|            |           | Гусман 72′         |

| Депортиво Саприсса                                        | 4:0 (3:0) | Сан-Карлос |
| --------------------------------------------------------- | --------- | ---------- |
| Торрес 28′ · Ариэль Родригес 32′ · Андерсон 45′ · Ист 83′ |           |            |

### Финал
| Алахуэленсе           | 1:0 (0:0) | Депортиво Саприсса |
| --------------------- | --------- | ------------------ |
| Джошуа Наварро 90+17′ |           |                    |

| Депортиво Саприсса                                | 3:0 (1:0) | Алахуэленсе |
| ------------------------------------------------- | --------- | ----------- |
| Ариэль Родригес 15′ · Парадела 71′ · Синклэйр 87′ |           |             |